# Museo de Arte Contemporáneo (Salta)
El Museo de Arte contemporáneo (MAC) fue inaugurado el 26 de junio de 2004, con el objeto de difundir, investigar y exhibir la producción artística contemporánea.
Es centro de las acciones relativas a las artes visuales contemporáneas y un núcleo para atender las alternativas  de exposición, difusión e investigación.
El MAC trabaja activamente en la formación de una colección de arte contemporáneo y en la elaboración de un cronograma anual de exhibiciones que acerque al público las últimas producciones de la escena actual. En el año 2007 el museo fue galardonado como Museo del año 2007, premio otorgado por la  Asociación Argentina de Críticos de Arte (AACA). 

## Servicios
Propone  talleres charlas conferencias seminarios y clínicas destinados a artistas visuales y público general. 

## Horario
El horario en que se puede visitar el museo es de martes a domingo y feriados de 09 a 19. Los lunes cerrado. Los lunes feriados el Museo abre sus puertas al público, y permanece cerrado el martes siguiente.